# عرزة (ريمة)

تعديل مصدري - تعديل

قرية عرزة

هي إحدى قرى عزلة بكال الواقعة ضمن مديرية مزهر التابعة لمحافظة ريمة، بلغ تعداد سكانها (733) نسمة حسب تعداد اليمن لعام 2004.

## المحلات التابعة للقرية
- الضبر
- المحراق
- المصول
- الدار
- الجيوب
- الجبجبه
- الجديد
- كعم
- حمره
- القشرة
- رحضه
- حمم
- الساقية
- المروه
- الضهيرات

## روابط خارجية
- الدليل الشامــل